# Gammarus
Gammarus é um género de crustáceo da família Gammaridae.
Este género contém as seguintes espécies:
- Gammarus acherondytes
- Gammarus bousfieldi
- Gammarus desperatus
- Gammarus hyalelloides
- Gammarus pecos
- Gammarus setosus
- Gammarus pulex
- Gammarus roeselii